# Тилицький перевал
49°22′30″ пн. ш. 21°06′10″ сх. д. / 49.375° пн. ш. 21.102777777778° сх. д.
Тилицький (Куровський) перевал — перевал на території західної Лемківщини, між Західним і Низьким Бескидом, на кордоні Польщі й Словаччини, поблизу села Тилич (порт. Tylicz) Новосондецького повіту Малопольського воєводства, Республіка Польща.
Висота — 683 м. 
Вперше згадується як місце  в Іпатському літописі у 1262 році:
Послав тоді Василько здобич брату своєму королеві Данилу, з [боярином] Борисом з Ізеболком — король бо тоді поїхав був в Угри, — і догнав його Борис коло [города] Телича.
Ним проходив давніше важливий шлях із Польщі на Угорщину (через Бардіїв); тепер втратив значення.